# Laura Bates

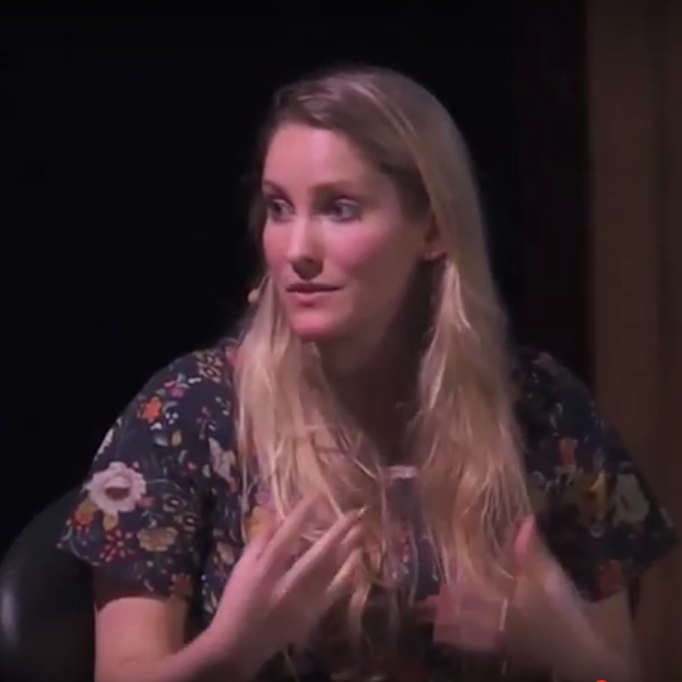
Laura Bates (2014)

Laura Carolyn Bates (* 27. August 1986 in Oxford) ist eine britische Feministin und Publizistin.

## Leben
Laura Bates’ Vater ist Arzt, ihre Mutter arbeitet als Französisch-Lehrerin. Sie wuchs in Hackney und in Taunton auf.
Bates studierte Anglistik am St John’s College in Cambridge. Nach dem Studienabschluss 2007 arbeitete sie bei Susan Quilliam, die 2008 eine überarbeitete Fassung von The Joy of Sex herausgab. Bates wirkte als Schauspielerin in einigen Spielfilmen mit.
Bates erstellte im April 2012 die Website Everyday Sexism und veröffentlichte 2014 darüber ein Buch. Auf der Website waren bereits bis 2014 rund 60.000 sexuelle Übergriffe dokumentiert. Beides erregte große Aufmerksamkeit in der britischen Öffentlichkeit. Im Jahr 2015 erhielt Bates für ihren Einsatz die British Empire Medal (BEM). 2018 wurde sie als Fellow in die Royal Society of Literature aufgenommen.
Sie gilt als einflussreiche Persönlichkeit innerhalb einer „vierten Welle“ des Feminismus.

## Privates
Bates heiratete 2014 Nick Taylor.

## Schriften
- Everyday Sexism. Simon & Schuster, London 2014, ISBN 1-4711-3157-2
- Girl Up. Simon & Schuster, London 2016, ISBN 978-1-4711-4950-4
- Misogynation: The True Scale of Sexism. Simon & Schuster, London 2018, ISBN 978-1-4711-6924-3
- The Burning. Simon & Schuster Children’s UK, London 2019, ISBN 978-1-4711-7020-1
- Men Who Hate Women. Simon & Schuster, London 2020, ISBN 978-1-4711-5227-6
- The Trial. Simon & Schuster Children’s UK, London 2021, ISBN 978-1-4711-8757-5
- Fix the System, Not the Women. Simon & Schuster, London 2022, ISBN 978-1-3985-2340-1
- Sister of Sword and Shadow. Simon & Schuster Children’s UK, London 2023, ISBN 978-1-3985-2004-2

Artikel (Auswahl)
- The Everyday Sexism Project: a year of shouting back, in: The Guardian, 16. April 2013
- Project Guardian: making public transport safer for women, in: The Guardian, 1. Oktober 2013
- Where are all the women, Wikipedia?, in: The Guardian, 9. September 2016